# Stilbopteryx mouldsorum
Stilbopteryx mouldsorum is een insect uit de familie van de mierenleeuwen (Myrmeleontidae), die tot de orde netvleugeligen (Neuroptera) behoort. 
Stilbopteryx mouldsorum is voor het eerst wetenschappelijk beschreven door Smithers in 1989.